# Mot Havet

Mot Havet

Mot Havet ist ein Denkmal in der norwegischen Stadt Ålesund.
Es befindet sich auf der Südseite des Platzes Kiperviktorget am Hafen der Stadt.
Mot Havet (Bedeutung in Deutsch etwa: seewärts) erinnert an die Toten beim Verlust von sieben offenen Fischerbooten auf offener See nordwestlich vor Ålesund während eines schweren Sturms am 13. August 1885. Dabei kamen 33 Fischer ums Leben. Sie hinterließen 29 Witwen und 113 Kinder. Viele der Familien lebten östlich des Standorts des Denkmals in Buholmen, Buholmstranda und Røysa. Das Denkmal erinnert auch an die damals die Fischerei ausübende Bevölkerung dieses Gebiets. Die Enthüllung des Denkmals erfolgte am 6. Juni 1989.
Mot Havet besteht aus einer Statue einer jungen Frau die auf das Wasser hinausschaut und mit der rechten Hand die Augen vor dem Sonnenlicht abschirmt. Geschaffen wurde Mot Havet von Kirsten Kokkin. Kokkins Entwurf hatte 1985 den ersten Preis in einem offenen Wettbewerb für ein Denkmal für Buholmen gewonnen. Die Statue steht auf einem hohen Sockel. Zu Südseite hin befindet sich auf dem Sockel die Aufschrift MOT HAVET. Auf der Rückseite sind zwei Tafeln angebracht. Die obere kleinere benennt auf Norwegisch Details zum Künstler, dem Zeitpunkt der Aufstellung und der Finanzierung. Eine darunter befindliche größere Tafel informiert auf Englisch ebenfalls über diese Aspekte und darüber hinaus über den Grund der Aufstellung des Denkmals.
Die Finanzierung erfolgte durch viele öffentliche und private Geldgeber.